# Leif Eriksson (tecknare)
Leif Eriksson, född 1942, illustratör, ornitolog.
Eriksson har studerat grafisk form och illustration på Konstfack och var tidigare ordförande i föreningen Svenska Tecknare.

## Priser och utmärkelser
- Årets Pandabok (barnboksklassen) 1995